# Poly(N-isopropylacrylamide)

Structure du poly(N-isopropylacrylamide). La structure entre crochets constitue, en se répétant, le squelette des chaînons du polymère.

Le poly(N-isopropylacrylamide) (abrégé en polyNIPAM, PNIPAM ou PNIPAAm) est un polymère thermosensible qui en milieu aqueux subit une transition réversible autour de 32 °C. Sous cette température critique inférieure de solubilité (LCST, lower critical solution temperature), il est hydrophile et gonflé ; au-delà, il devient hydrophobe et se recroqueville. Il est possible d'ajuster la LCST en combinant le NIPAM à d'autres monomères, en réalisant une copolymérisation. Le comportement original du PNIPAM en fait un polymère étudié pour de nombreuses applications. En optique, on envisage des applications telles que le filtrage et le réglage de longueur d'onde. Le principal domaine d'application du PNIPAM est celui des sciences du vivant ; le polymère est souvent conjugué à des objets biologiques (anticorps, enzymes, etc.) pour les rendre thermosensibles ; il est ainsi possible de réaliser des immuno-tests utilisant la précipitation par affinité basée sur un bioconjugué de PNIPAM. Le PNIPAM est aussi utilisé comme coque autour de solutés, pour des applications en administration de médicaments. Les couches de PNIPAM, hydrophobes à la température du corps humain, servent également de supports de culture de cellules et permettent une libération douce sans digestion enzymatique.

## Polymère thermosensible

Schéma de la transition du PNIPAM en solution et sur une surface. R_{g} indique le rayon de giration.

Un polymère est une macromolécule, en général organique, constituée de molécules élémentaires ayant la même nature chimique, les monomères. La réaction de polymérisation conduit à la formation de macromolécules, ayant une structure tridimensionnelle, par établissement de liaisons covalentes entre les monomères. Un polymère stimulable (stimuli-responsive polymer) subit une modification de ses propriétés physiques sous l'action d'un stimulus extérieur : pH, température, force ionique, champ électrique, rayonnement lumineux, etc.
Le poly(N-isopropylacrylamide) (PNIPAM, numéro CAS : 25189-55-3) est un polymère subissant une transition macromoléculaire réversible, d'un état hydrophile à un état hydrophobe, autour de sa température critique inférieure de solubilité (lower critical solution temperature, LCST) ; cette transition est rapide et située entre 30 °C et 35 °C. Sous sa température de transition, le PNIPAM est soluble dans l'eau, visqueux et gonflé. Au-delà de sa température de transition, il devient hydrophobe et insoluble dans l'eau ; il expulse l'eau et se replie sur lui-même afin de présenter une surface minimale à l'eau. Ce changement de conformation le rend opaque, solide et réduit drastiquement son encombrement stérique. 

## Production scientifique

Évolution annuelle du nombre de références indexées dans CAS concernant le PNIPAM.

En 1991, H. Schild dresse une revue extrêmement complète des travaux effectués sur le PNIPAM. Il commence cette revue de 87 pages par un diagramme retraçant le nombre de publications scientifiques concernant le PNIPAM entre 1955 et août 1991. Avec un total d'environ trois cents références, il qualifie la croissance du nombre de publications de « plutôt explosive ». En mai 2008, la même recherche effectuée selon le même protocole donne un total de 3 645 références et une progression réellement explosive.

## Polymérisation
Le monomère du PNIPAM  est le N-isopropylacrylamide (NIPAM) dont la structure contient celle de l'acrylamide ; il peut être polymérisé en PNIPAM de nombreuses façons : amorçage radicalaire en solution organique, amorçage redox en solution aqueuse, polymérisation ionique, etc., ; la polymérisation par plasma est plus récente. La polymérisation peut être effectuée en solution ou sur une surface ; dans ce cas, il est généralement greffé par l'intermédiaire d'une couche de type silane. Le PNIPAM peut également être fixé sur du polystyrène, du PET (polytéréphtalate d'éthylène) et du PEG (polyéthylène glycol).

## Bascule conformationnelle

### Mécanisme réversible
La principale caractéristique du PNIPAM, qui en fait un polymère très utilisé, est sa transition d'un état gonflé et hydrophile (sous sa température de transition) à un état replié et hydrophobe (au-delà de la température de transition). En 1968, Heskins et al. attribuent cette « transition de phase » à un effet entropique, dû à la formation de liaisons hydrophobes. Graziano et al. comparent la transition du PNIPAM à la renaturation à froid des petites protéines globulaires, considérée comme une transition moléculaire du premier ordre. La transition du PNIPAM a été observée par de nombreuses techniques de caractérisation, notamment par microbalance à quartz (quartz crystal microbalance, QCM),
,
,
.

### Modification de la température de transition
La température de transition du PNIPAM (LCST) dépend fortement des conditions de polymérisation ; Plunkett et al. montrent en 2006 l'influence du poids moléculaire et de la densité de greffage. Des facteurs extérieurs influent également sur la LCST, comme le pH, la nature du solvant et les sels présents dans la solution,
. Il est possible de modifier la température de transition en combinant le PNIPAM à d'autres polymères comme l'acrylamide ; Rollason et al. formulent ainsi un copolymère NIPAM/N-t-butylacrylamide (NTBAM) avec une LCST de 8 °C. D'autres équipes ont étudié plusieurs copolymères de NIPAM et remarqué que leur LCST augmente lorsque la fraction de NIPAM diminue.

### Composante thermosensible
La copolymérisation de NIPAM avec d'autres monomères permet de synthétiser des gammes de copolymères thermosensibles ayant des températures de transition différentes. L'association du NIPAM avec d'autres monomères est souvent utilisée pour leur adjoindre un comportement thermosensible,
 ; il est ainsi possible de combiner les caractéristiques de plusieurs polymères  : un copolymère NIPAM-acide méthacrylique est sensible à la fois à la température et au pH. Cette démarche consistant à greffer le PNIPAM sur un micro-objet pour le rendre thermosensible est aussi utilisée dans les applications biologiques du PNIPAM  : on conjugue par exemple du NIPAM avec des cellules, des protéines ou de l'ADN.

## Applications en optique

Schéma d'interaction entre le PNIPAM et un faisceau optique (ordres de grandeur d'après Mias et al.).

### Diffraction
Les propriétés originales du PNIPAM permettent d'envisager son intégration dans des systèmes nécessitant des actionneurs réversibles ; c'est notamment le cas en optique. Weissman et al. explorent ainsi l'intégration de PNIPAM dans un réseau colloïdal cristallin (crystalline colloidal array, CCA). Les molécules de PNIPAM gonflé, organisées en réseau cubique centré, n'entraînent qu'une faible diffraction de Bragg des rayonnements infrarouge, visible et ultraviolet, tandis qu'un réseau de PNIPAM replié les diffracte beaucoup plus. Ils étudient d'autre part l'intégration d'un CCA de sphères de polystyrène dans un hydrogel de PNIPAM : le changement conformationnel du PNIPAM entraîne un changement de la constante de réseau ; la température permet ainsi de contrôler la longueur d'onde diffractée sur tout le spectre visible.

### Filtrage
Le repliement du PNIPAM lors de sa transition entraîne également une modification optique : il passe d'un état transparent à un état opaque ; il est envisageable de développer des filtres à base de PNIPAM. Mias et al. ont ainsi étudié la transmission d'un signal à 365 nm à travers une couche de PNIPAM ; ils observent une atténuation de 38 dB entre le PNIPAM gonflé et le PNIPAM replié. 

## Applications en sciences du vivant
Le principal domaine d'application du PNIPAM est celui du vivant et de la recherche biomédicale : les chercheurs ont rapidement réalisé l'intérêt que représentait sa transition réversible, d'autant plus à une température proche de celle du corps humain. Les principaux travaux concernent les tests immunologiques (notamment la précipitation et la séparation), l'administration de médicaments (drug delivery), la culture de cellules et la conjugaison avec toutes sortes d'objets biologiques, tels que des protéines.

### Tests immunologiques
En 1987, K. Auditore-Hargreaves, N. Monji et al. rapportent l'utilisation de PNIPAM comme phase dans un immuno-test,
. Les anticorps, greffés sur des chaînes de PNIPAM, réagissent avec les antigènes ; un deuxième anticorps fluorescent permet la visualisation ; en augmentant ensuite la température, la « précipitation thermique » a lieu  : des particules de PNIPAM non soluble se forment et concentrent la fluorescence, qui est proportionnelle à la quantité d'antigènes en solution. Les anticorps testés n'ont pas d'influence sur la LCST. Cette technique a ensuite été étendue à un immuno-test sur membrane et la formulation du polymère a été perfectionnée. L'avantage des tests immunologiques en solution par rapport aux tests sur supports est qu'il n'y a pas de problème de limitation de la diffusion. La précipitation par affinité repose sur des bioconjugués thermosensibles,
,
 ; les objets biologiques utilisés sont généralement des anticorps, plus rarement des protéines. Une fois la réaction spécifique effectuée, le polymère est stimulé afin d'entraîner la précipitation ; il peut s'agir de PNIPAM ou de copolymères de NIPAM. Par ailleurs, le PNIPAM est aussi utilisé pour la concentration de virus et la purification d'anticorps.

Schéma d'un immuno-test utilisant la précipitation par affinité basée sur un bioconjugué de PNIPAM.

### Administration de médicaments
La transition du PNIPAM autour de 32 °C permet de piéger des solutés dans des capsules de PNIPAM, progressivement activées par la température du corps humain,
,
,
. Des études in vivo d'administration d'héparine, un anticoagulant, sont réalisées dès 1995. Lin et al. ont également conçu un pansement pour blessures utilisant le PNIPAM pour l'administration de médicament. Les résultats prometteurs d'encapsulation et de libération de solutés ont suscité des études sur les effets de l'environnement (éventuellement physiologique) sur les propriétés du PNIPAM et sa LCST : les sels ont une tendance générale à diminuer la LCST ; chaque surfactant a une influence particulière. La salive et les sécrétions gastro-intestinales ont un effet limité sur la LCST du PNIPAM, rendant ainsi possible son utilisation pour l'ingestion orale de médicaments. L'influence des sels sur la LCST a d'ailleurs été mise à profit pour concevoir un composé incluant des sels qui retardent la distribution de médicament dans le milieu. Le seuil de filtration glomérulaire des copolymères de PNIPAM est de 32 000 g/mol. Sa nature non-biodégradable empêche donc les molécules plus grosses d'être filtrées par le rein et d'être éliminées de la circulation sanguine.

### Culture de cellules

Culture et libération douce de cellules sur des couches de PNIPAM.

Les cellules ont une affinité particulière pour les surfaces hydrophobes ; à l'inverse, les surfaces hydrophiles ont tendance à les repousser. Il est donc intéressant d'utiliser les surfaces de PNIPAM comme substrat de culture cellulaire,
. Les conditions environnementales nécessaires à la culture de cellules humaines, notamment la température de 37 °C, sont compatibles avec l'état replié du PNIPAM ; par ailleurs, la couche chimique de PNIPAM sert d'interface souple entre la surface et les cellules. Celles-ci s'accrochent sur le PNIPAM hydrophobe et y prolifèrent ; quand la culture arrive à terme, une baisse de la température sous la LCST du PNIPAM entraîne le décrochage des cellules ; cette libération douce permet de s'affranchir des méthodes de digestion enzymatique à base de trypsine. Les cellules cultivées sur PNIPAM conservent des caractéristiques fonctionnelles très proches de celles des cellules originales ; elles peuvent également conserver des phénotypes différenciés,
 ; au contraire, l'utilisation de trypsine peut endommager les cellules ou perturber leur métabolisme,
. Il est même possible de dessiner des motifs pour réaliser une coculture de deux types de cellules. Le NIPAM peut être associé à un ou plusieurs autres monomères pour former des substrats de culture copolymères,
, parfois recouverts d'une couche intermédiaire de protéines. Okano et al. ont par ailleurs démontré que le métabolisme des cellules a une influence sur leur détachement.

### Conjugaisons
Le PNIPAM est conjugué avec de multiples objets biologiques, pour leur conférer un caractère thermosensible. C'est par exemple le cas de l'ADN, dont le conjugué est notamment utilisé pour la séparation d'enzymes ; des copolymères de NIPAM sont également utilisés comme vecteurs d'ADN,
. Les enzymes comme la trypsine peuvent, elles aussi, être conjuguées à du PNIPAM,
,
, tout en conservant une grande partie de leur activité. À l'inverse, Sigolaeva et al. ont montré qu'une enzyme incluse de façon covalente dans la matrice d'un gel de PNIPAM voit son activité réduite au-delà de la LCST.
Le PNIPAM peut aussi être conjugué à des protéines qui n'ont généralement pas d'influence sur la LCST. Le PNIPAM a ainsi été fixé à des macromolécules de streptavidine près du site de reconnaissance de la biotine ; la reconnaissance a lieu normalement sous la LCST ; au-dessus de la LCST, le PNIPAM s'effondre et bloque la formation du lien streptavidine-biotine. La même équipe a plus tard réussi à utiliser le PNIPAM pour contrôler thermiquement l'accrochage et le décrochage de biotine sur la streptavidine.

### Purification des protéines

Adsorption et relarguage de protéines sur une surface de PNIPAM.

Le PNIPAM peut être utilisé comme support d'adsorption de protéines, de la même manière que pour les cellules ; cela permet d'envisager des applications en préparation d'échantillons ou en purification des protéines, notamment en protéomique. Plusieurs équipes ont étudié l'accrochage de protéines fluorescentes sur du PNIPAM,
 ou des copolymères de NIPAM, y compris sur des surfaces mobiles.

### Autres usages
Le PNIPAM est utilisé pour des travaux plus originaux, tel que dans le domaine de la neurochirurgie intravasculaire  : le PNIPAM a ainsi été étudié in vivo pour obstruer des vaisseaux sanguins et générer une embolie. Matsubara et al. ont utilisé ses propriétés thermiques pour préconcentrer du phosphate et le doser optiquement. La contraction d'un gel de PNIPAM au-dessus de la LCST permet de bloquer la diffusion d'espèces dans ce gel, comme le glucose ou l'insuline. Par ailleurs, le PNIPAM a ouvert la voie de la séparation par chromatographie thermosensible, liquide,
 ou par exclusion de taille.